# Francesco Verga
Francesco Verga, più conosciuto con il nome di Franco (Milano, 21 settembre 1929 – Milano, 28 agosto 1975), è stato un politico e attivista italiano.

## Biografia
È stato presidente del COI, Centro Orientamento Immigrati.
Fu eletto deputato della Democrazia Cristiana nella IV, V e VI legislatura (dal 1963 al 1975) alla Camera dei deputati nel collegio di Milano-Pavia.
Nato da genitori emigrati dalla Sicilia, Franco Verga si occupò dei bisogni dei poveri collaborando con l'Azione Cattolica, le ACLI e le Parrocchie sul territorio, in particolare quella di Milano-Affori.
Dapprima studente nel Seminario ambrosiano di Venegono Inferiore, poi impegnato nell'Azione cattolica e nelle ACLI, si avvicinò al Movimento giovanile della Democrazia Cristiana diventando Deputato nel Parlamento Italiano per lo stesso partito nel 1963.
Contribuì a fondare, con un gruppo di amici sensibili ai problemi inerenti l'immigrazione interna (sud-nord), il C.O.I. – Centro Orientamento Immigrati, di cui venne nominato presidente.
Il C.O.I. svolse attività come Centro Studi, organizzando seminari e convegni dell'immigrazione interna e dei migranti italiani all'estero, attivò corsi di alfabetizzazione e di cultura civica per i lavoratori immigrati e contribuì a migliorare le leggi e le regole cui erano soggetti gli italiani emigrati all'estero.
In particolare il 31 maggio 1968, durante una visita a New York in qualità di presidente del COI, consegnò al senatore Robert Kennedy la Stella della Solidarietà per l'impegno dimostrato nei confronti degli emigranti italiani negli Stati Uniti.
In questo modo il C.O.I. aiutò nel corso degli anni più di 150.000 immigrati.
Era anche conosciuto come il "deputato povero", in quanto ha sempre destinato i propri guadagni per le attività di aiuto ai bisognosi e vivendo con l'anziana madre e la sorella in un modesto appartamento di una casa popolare nel quartiere Comasina a Milano.
Franco Verga venne trovato senza vita la mattina del 28 agosto 1975 adagiato nella fontana di fronte al Santuario di Sant'Antonio di Padova, a Milano in Via Carlo Farini, apparentemente annegato in circa 30 cm d'acqua.
Fu rinvenuto sdraiato sul fondo della vasca sovrastata dalla statua del Santo, con un rosario intrecciato alle dita; assieme ad un biglietto in cui spiegava i motivi che lo avrebbero spinto al suicidio vi era anche una busta con 4500 lire da utilizzare per una messa di suffragio.
Ufficialmente fu quindi considerato come suicidio anche se nel corso degli anni seguenti molti dubbi emersero su quella vicenda ma il caso non fu più riaperto dalla magistratura.
Dopo la sua morte il Centro Orientamento Immigrati organizzò un concorso per l'ideazione di un monumento funebre da collocare sulla tomba trentennale: lo vinse lo scultore di Briosco Piero Porati, con un'opera che ricordava il C.O.I. e l'accoglienza alle famiglie immigrate dal sud Italia.
I suoi resti riposano nel cimitero di Bruzzano, a Milano.
Nel 1978 nacque la Fondazione Franco Verga, associazione che porta ancora oggi il suo nome e che continua la sua opera a favore dell'integrazione sociale di migranti e rifugiati.
Recentemente il Comune di Milano ha intitolato a Franco Verga un nuovo parco a Quarto Oggiaro: 200.000 metri quadrati di verde con aree gioco per i bambini, oltre 1.100 alberi, fontane e canali coreografici. È il secondo parco recintato più grande della città dopo il Parco Sempione.